# Frank Gambale

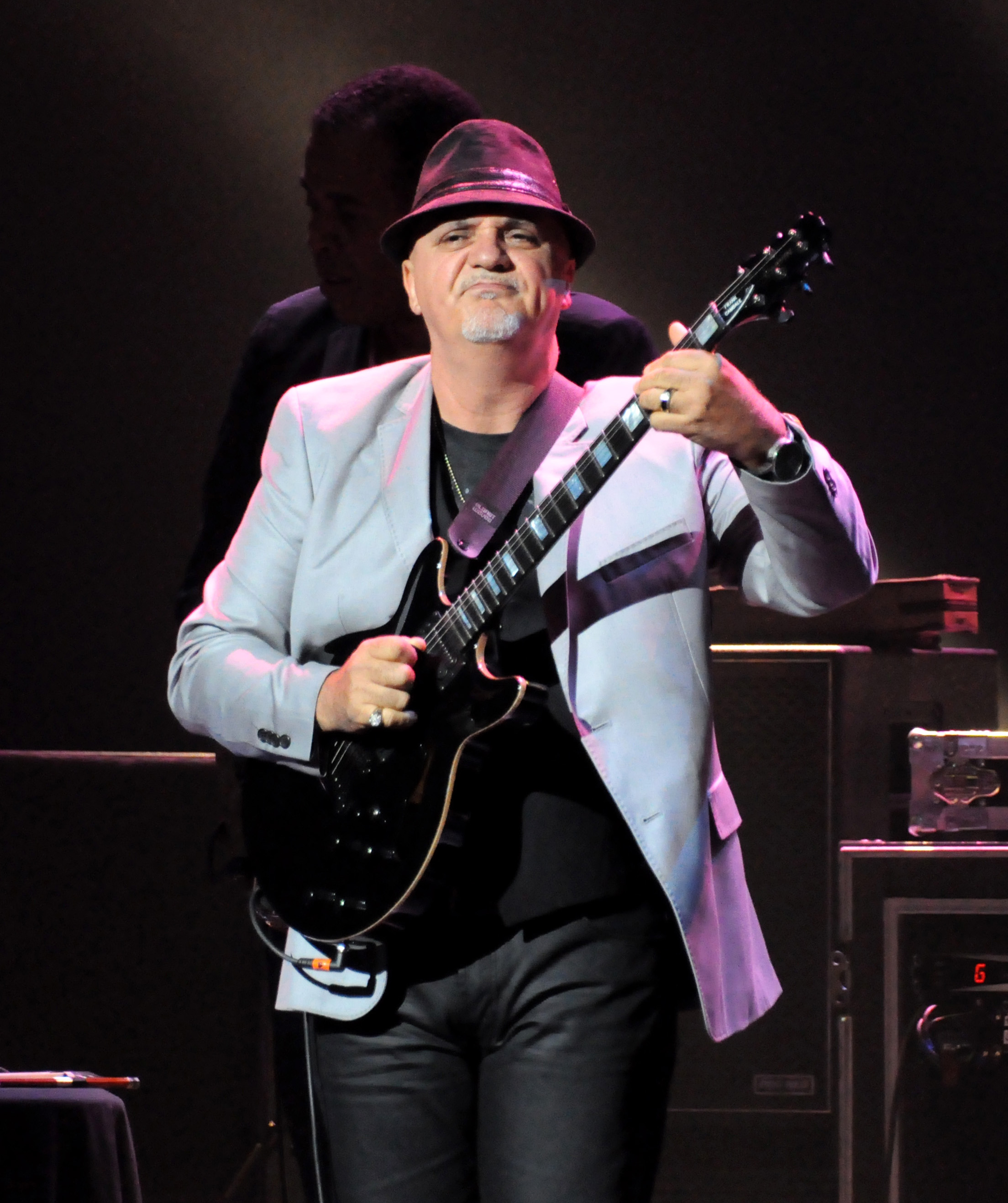
Frank Gambale

Frank Gambale (* 22. Dezember 1958 in Canberra) ist ein australischer Jazz-Gitarrist.

## Biografie
Frank Gambale spielte unter anderem in der Chick Corea Elektric Band. 2011 wurde er Mitglied von Chick Coreas Band Return to Forever. Seit 1988 ist er immer wieder Mitglied der Band Vital Information. Er gilt als einer der weltbesten Sweeping-Techniker.

## Diskografie

### Soloalben
- 1985 - Brave New Guitar
- 1986 - A Present For The Future
- 1987 - Frank Gambale Live
- 1988 - Live In Japan
- 1989 - Live!
- 1990 - Thunder From Down Under
- 1991 - Noteworker
- 1993 - The Great Explorers
- 1994 - Passages
- 1995 - Thinking Out Loud
- 1998 - Show Me What You Can Do
- 2000 - The Light Beyond
- 2000 - Coming To Your Senses
- 2001 - Resident Alien
- 2002 - Live in Poland
- 2002 - GHS 3
- 2004 - Raison D'etre
- 2006 - Natural High
- 2012 - Frank Gambale Soulmine feat. Boca (Wombat)
- 2018 - Salve

### Chick Corea Elektric Band
- 1987 - Light Years
- 1988 - Eye of the Beholder
- 1990 - Inside Out
- 1991 - Beneath the Mask
- 2004 - To the Stars

### Mike Varney Project
- 1990 - Truth In Shredding mit Allan Holdsworth
- 1991 - Centrifugal Funk mit Brett Garsed, Shawn Lane

### Return to Forever
- 2012 - The Mothership Returns (live)

## Lehrbücher
- The Frank Gambale Technique Book 1&2
- Speedpicking (Buch und Tape)
- Chop Builder (Buch und Video)